# Natale Ripamonti
Natale Ripamonti (Rivolta d'Adda, 3 marzo 1950) è un politico italiano.

## Biografia
Alle elezioni politiche del 1996 viene eletto al Senato della Repubblica, in Lombardia, nel collegio uninominale n°16 (Cologno-Pioltello) sostenuto da L'Ulivo (in quota Verdi).
Alle successive elezioni politiche del 2001, pur risultando sconfitto nel medesimo collegio dal candidato della Casa delle Libertà Enrico Pianetta, viene comunque rieletto senatore per via del meccanismo del recupero proporzionale.
È eletto per la terza volta consecutiva al Senato anche alle elezioni politiche del 2006, in Lombardia, all'interno della lista Insieme con l'Unione (che federava al proprio interno Federazione dei Verdi, Partito dei Comunisti Italiani e Consumatori Uniti).
Alle elezioni politiche del 2008 si candida alla Camera dei Deputati, nella circoscrizione Lombardia 1, come esponente dei Verdi all'interno della lista unica La Sinistra l'Arcobaleno; non viene tuttavia rieletto in parlamento in quanto detta lista non riesce a superare lo sbarramento nazionale del 4%, fermandosi al 3,53% dei consensi.